# 魅族科技
魅族（MEIZU，全称珠海星纪魅族信息技术有限公司）是中国大陆一家智能手机、耳机、配件研制与软件开发企业，2003年由黄章等人成立于广东省珠海市。
2015年，魅族获得阿里巴巴集团领投的6.5亿美元融资，销量增长350%，成为全球增长率最高的智能手机品牌。2016年，手机出货量突破2,200万台，其中海外销量200万台，达到品牌销量巅峰。2017年，魅族完成了覆盖全国的销售网点的搭建，据统计，2017年初，拥有2,300多家认证专卖店（这一数字截止2021年第三季度已经缩减为68家），17,000个形象销售店和超过60,000个销售网点，以及超过500家授权服务中心。2019年，珠海虹华新动能股权投资基金正式成为控股魅族科技。同时，魅族科技的产品在俄罗斯、乌克兰、印度尼西亚、印度、哈萨克斯坦、以色列等近50个国家和地区销售。
2022年6月13日，国家市场监管总局网站发布消息，魅族科技有限公司被隶属于吉利控股集团的湖北星纪时代科技有限公司收购79.09%股权，后者成为魅族最大股东与实际控制人。
2022年12月29日，珠海市魅族科技有限公司发生股东变更，魅族科技创始人黄章（黄秀章）等股东退出了魅族科技，吉利集团董事长李书福控制的武汉星纪魅族科技有限公司成为唯一股东。魅族科技现为星纪魅族集团成员。
魅族在2023年3月8日正式完成品牌焕新，推出新LOGO与新的品牌内涵。

## 品牌形象與簡介
作为中国领先的科技生活产品及软件生态服务创新者，魅族主要设计研发优雅、简单易用的智能设备和系统，其「Meizu Design」曾多次获得国际红点设计奖、iF设计奖（包括2020年iF设计全球金奖）。2019年魅族入选BrandZ中国出海品牌50强，中国最具价值品牌100强。在5G时代，魅族将继续推动智能手机与AIoT的战略布局。
创立三年，魅族即成为中国大陆领先的音乐播放器品牌。2007年，魅族转型智能手机领域，并于2009年发布首款具有自主知识产权的智能手机魅族M8，开中国大陆地区之先河。系统生态方面，基于Android自主深度优化的操作系统——Flyme成为中国国內广受好评的手机操作系统典范，截止2020年，魅族 Flyme累计用户量突破1亿。Flyme 为用户迭代了超过3,500个固件版本。2014年底和2015年，魅族先后发布旗下全新子品牌魅蓝和PRO，与原有品牌MX并列。2019年，魅族发布旗下的全新潮流设计品牌——PANDAER，并将原有的配件类产品品牌整合升级为全新品质生活品牌LIFEME，2020年底，魅族公布旗下的全新智能家居品牌——lipro。2021年，魅蓝品牌（mblu）宣布回归，并预计划分为青年良品和lifeme两大系列。

## 发展历程

### 2002-2013年
- 2002年，imp3 闪存论坛上一个名叫“全能国货”的 ID 发表了一篇帖子，介绍了一个即将诞生的品牌——魅族[5]。

- 2003年3月14日，珠海市魅族科技有限公司正式成立，同年6月，第一款 MP3 播放器——魅族 MX 上市。与此同时，在爱琴公司黄章通过网站与用户交流的形式也被放大——魅族论坛正式成立，黄章也注册了他的论坛 ID “J.Wong”。也是从这时起，黄章开始活跃于论坛，即使相关的产品已经停产，黄章依然耐心的回复消费者关于产品的问题[5]。

- 2004年4月，魅族 ME 上市，同年7月，魅族 MI 上市，10月，魅族 E2 上市，其上市后火爆异常，因为这是一款支持 DIY 的 MP3 播放器——可自助更换多彩外壳。同时，魅族 E2 首次为 MP3 播放器加入了 TXT 电子书功能。不过，火爆的同时，魅族 E2 却爆出了质量问题——电池盖端卡口极易断裂，长时间使用后基本不忍直视。意识到问题的黄章决定为所有电池盖端卡口损坏的消费者免费更换零件[5]。

- 2005年1月，魅族 X2 上市，同年4月，魅族 E5 和魅族 X6 上市，8月，魅族 E3 上市，11月，魅族 X3 上市。

- 2006年5月，魅族科技一款可以媲美苹果公司 iPod 的 MP3 播放器——魅族 miniPlayer（魅族 M6）上市，其采用了当时极为少见的触摸屏外加无螺丝的外观设计。凭借这款优秀的产品，魅族科技毫不意外的登顶国内 MP3 播放器第一的宝座，年销售额超过10亿元[5]。

- 2006年，魅族科技董事长黄章提出放弃 MP3 播放器制造转向手机行业的想法[6]。

- 2007年1月，魅族科技最后一款 MP3 播放器——魅族 music card（魅族 M3）上市。

- 2009年2月18日，魅族科技第一款智能手机——魅族 M8 上市，其作为国内最早使用电容式触控屏的智能手机，仅上市两个月销量就达到了10万部，5个月销售额就了突破5亿元[7]。魅族 M8 成为了中国智能手机的历史丰碑。不过魅族 M8 毕竟是魅族科技的第一款智能手机产品，经验的不足让其或多或少的存在着一些问题，所以魅族科技在同年9月又推出了相对更稳定的魅族 M8 SE[6]。

- 2010年，魅族创始人黄章退出公司的日常管理，日常工作基本交给时任 CEO 白永祥，自己则专注于产品设计和体验[8]。

- 2011年12月，魅族 M9 上市，其搭载了一块分辨率达到 960×640 的显示屏，操作系统也由 WinCE 系统转为 Android 系统。魅族 M9 是2011年 Android 手机当之无愧的机皇。

- 2012年1月1日，魅族 MX 双核版上市，其采用晶莹剔透双料注塑后盖设计，同时，对比同时期最常见的三大金刚键，魅族 MX 将扁圆的 Home 键变成了凸出的“奶头键”[6]。

- 2012年6月30日，魅族 MX 四核版上市，基于 Android 系统深度定制的 Flyme 1.0 同时面市，魅族 MX 四核版成为全球第三家上市的四核智能手机。

- 2012年11月27日，魅族科技于北京水立方举行历史上第一场新品发布会，白永祥回顾了魅族科技智能手机的历史，表示“魅族 MX 为世界增添了一个设计参考，缩短了中国智能手机与世界的差距”。随后，白永祥发布了全新魅族 MX2 及全新 Flyme 2.0，其拥有四周环绕的不锈钢边框、一体化双料注塑背壳、仅3.15毫米全球最窄的边框、有唤醒功能的触摸 Home 键——小圆圈、全新800万像素背照式摄像头、全球最窄边框、全面提升的可视角度和色域。

### 2014年
- 2014 年 2 月 8 日，在魅族科技公司内部会议上，黄章宣布重回魅族科技任 CEO 一职，宣布了启动公司员工持股计划，为上市做准备，并开始扩大产品线，魅族科技的品牌战略由“小而美”逐渐转向“大而全”[7]。

- 2014 年 9 月 2 日，2014魅族新品发布会于 14:30 在北京国家体育馆副馆举行，主题是“Think High”。白永祥介绍了专卖店、魅族科技和苏宁的合作授权体验店、魅族手机授权专柜以及魅族授权体验中心的建设情况，宣布了魅族 MX3 创造了魅族手机销量的新纪录，并发布了全新魅族 MX4。随后，杨颜发布了全新 Flyme 4 与 Flyme 云存储，李楠带来了 CONNECT TO MEIZU 和 LifeKit，并介绍了 inWatch Pi 智能手环、BroadLink 智能插座、GHOST 四轴旋翼飞行器以及 bong 和 BETWINE 共 3 家 5 款率先接入 LifeKit 的智能硬件品牌与产品。

- 2014 年 10 月 21 日，魅族·阿里YunOS战略合作发布会于 14:30 在北京华贸中心 JW万豪酒店举行，主题是“Think Same”。魅族方面李楠宣布了魅族 MX4 的预约量在 17 天时间里突破了 1000 万，回顾了魅族 MX4 和 Flyme 4 的同时介绍了魅族 MX4 的后续备货情况、全新银翼版与 Flyme 4 应用中心的下载量情况，并发布了 Flyme powered by YunOS。随后，阿里巴巴方面张春晖介绍了 YunOS，最后，阿里巴巴方面王坚分享了其与魅族科技的故事[9]。

- 2014 年 11 月 14 日，魅族新品发布会于 14:30 在北京国家体育馆副馆举行，主题是“Think Higher”。杨颜发布了全新 Flyme 4.1，随后，白永祥发布了全新魅族 MX4 Pro，其拥有全球第一智能手机屏幕分辨率、在国产手机中率先采用动态图像压缩技术，并成为全球第一款搭载正面按压式指纹解锁方案的安卓手机。与此同时，白永祥还发布了拥有全球第一耳塞式耳机阻抗的入门级 Hi-Fi 耳机 —— 魅族 EP21 HD[10]。

- 2014 年 12 月 23 日，魅蓝新品发布会于 14:30 在北京国家会议中心举行，主题是“no blue”。白永祥宣布了魅族 MX4 Pro 发布后 14 天预定量突破了 670 万台，推出了全新的魅族子品牌 —— 魅蓝，同时发布了魅蓝子品牌开山之作 —— 全新魅蓝 Note，并提出了“青年良品”的宣传标语。魅蓝 Note 成为中国首款 5.5 英寸全高清显示屏千元机和中国首款 64 位真八核处理器千元机、中国首款与 iPhone 5c 使用相同工艺的千元机[11]。

### 2015年
- 2015 年 2 月 9 日，阿里巴巴集团宣布以 5.9 亿美元战略投资魅族科技[12]。

- 2015 年 6 月到 10 月，魅族连开五场发布会，分别发布魅蓝 Note 2、魅族 MX5 、魅蓝 2 、魅族 PRO 5、魅蓝 metal，邀请了牛奶咖啡、李健、好妹妹乐队、筷子兄弟、逃跑计划、汪峰、邓紫棋等歌手参与发布会暖场，被网友戏称“每月一场魅族演唱会”[13]。

- 2015 年 9 月 23 日，魅族 PRO 新品发布会于 14:30 在北京国家会议中心举行，主题是“GO PRO”，特邀嘉宾是逃跑计划和汪峰。白永祥宣布 Flyme 用户突破了 2500 万，发布了重新设计的魅族标志，8 月份魅族手机销量达到 289 万台，推出了全新的魅族高端子品牌 —— PRO，同时发布了 PRO 子品牌开篇之作 —— 全新魅族 PRO 5、EP 31 耳机并与哈曼卡顿合作推出了魅族 PRO 5 HK Soho II NC 主动降噪耳机套餐和魅族 PRO 5 SOUNDSTICKS III WIRELESS 音箱套餐。随后，杨颜发布了全新 Flyme 5，李楠介绍了专门针对魅族 PRO 用户的 VIP Service 以及 mSupport 远程支持服务，在 CONNECT TO MEIZU 环节带来了腾讯微宝智能球型机器人、优酷土豆黄金会员 SIM 卡，发布了魅族路由器mini[14]。自此，魅蓝、MX 和 PRO 形成了魅族科技历史上最强的产品阵容。

- 2015 年 12 月 21 日，魅族科技在北京举行年终媒体沟通会，魅族副总裁李楠公布2015年魅族手机总销量突破2000万台，同比去年增长高达350％，2016 年魅族会将出货目标控制在2500 万左右。[15]。

### 2016年
- 2016年4月13日，魅族成立专注于发行和运营高品质手机游戏产品的互动娱乐部门——魅族互娱。
- 2016年6月24日，美国高通公司向北京知识产权法院起诉魅族侵犯高通包括3G及4G无线通信标准相关的专利，索赔金额约5.2亿人民币[16]。
- 2016年10月20日，A股公司天音控股在一则投资公告中披露了魅族科技的财务状况，根据天音控股公布的魅族公司2015年经审计的财务数据显示，2015年魅族资产总额72亿元，负债近89亿元，资产负债率高达123%，营业收入168亿元，亏损10.37亿元。截至2016年6月30日未经审计的财务数据显示，魅族2016年上半年营业收入70亿元，亏损3.4亿元[17]。
- 2016年10月17日，魅族科技在深圳举行 Flyme 2016秋季媒体沟通会，魅族副总裁杨颜公布了魅族互娱游戏中心累计用户已超过3000万，同比增长150％，月活跃用户超过1200万，杨颜还透露了Flyme将推出平板系统和TV系统等规划[18]。

- 2016年11月30日，魅族科技总裁白永祥宣布魅族实现盈利，结束了多年的亏损。[19]
- 2016年12月30日，高通发布公告称，已与珠海魅族科技双方在平等谈判的基础上达成了专利许可协议，魅族搭载高通芯片的新产品最快在2017年年底面世[20]。

### 2017年
- 2017年1月10日，在魅族新年媒体沟通会中，魅族宣布2016年手机总销量达到2200万台，其中海外地区占200万台，较前年增长100%[21]。
- 2017年2月10日，魅族创始人黄章在魅族社区回复了网友的生日祝福并宣布“将重新出山打造我的梦想机，去迎接魅族15周年”[22]。
- 2017年5月，前TCL通讯首席运营官与中国区总裁杨柘确定入职魅族科技担任高级副总裁[23]，同时，魅族宣布进行组织架构调整，黄章作为魅族董事长兼CEO直接参与公司运营，白永祥作为魅族总裁接受各职能中心汇报，旗下业务分为黄章负责的魅族事业部、李楠负责的魅蓝事业部、杨颜负责的Flyme事业部[24]。
- 2017年7月26日晚上，魅族在珠海大剧院发布了PRO系列新品——魅族 PRO 7、PRO 7 Plus 智能手机以及魅族 Flow 圈铁耳机，其中，Pro 7系列首次采用了背面副屏（魅族称“画屏”）的设计，并且首次把产品带到了4000元人民币以上的价格线。
- 2017年12月，魅族进行了史上组织架构最大的一次调整，在原有的魅族、魅蓝、Flyme事业部基础上，新增海外事业部、配件事业部，并且将原有的PQCS中心更名为QCS中心[25]。

### 2018年
- 2018年1月15日，魅族举行“2018魅族媒体沟通会”，魅族首席营销官兼总参谋杨柘宣布，2017年魅族手机出货量接近2000万台，进军全球40多个国家和地区，销售额突破200亿元，实现全面稳定盈利，并宣布魅族品牌的全新理念“惟精惟一”[26]。
- 2018年4月，在魅族15发布前夕，魅族内部发生一系列争议事件[27]，4月15日，魅族文创部总监张佳发布微博称“不认同杨柘，他若是能够带领魅族走出困境那我也就认了，然而从他入职近一年的表现来看，他不能”，后删除并发表了一条致歉信息，表示“认识到此举的不当之处，在此向魅族公司道歉”[28]。4月17日，魅族科技通发全员邮件，以“通过微博等社会媒体发泄个人不满情绪，对同事使用辱骂性语言、散布针对公司的谣言”为由宣布将张佳开除并将依法追究法律责任[29]。张佳后发布声明称，不接受公司邮件中对自己的评价，并会采取法律手段维护自己的权益[30]。此外，张佳团队与杨柘团队双方工作人员17日上午疑似发生肢体冲突，张佳团队暗指杨柘团队李某出手伤人，杨柘回应“贼喊捉贼”，有人要“成心泼脏水，带节奏”[31]。
- 2018年4月22日，魅族在乌镇发布15周年纪念作品——魅族15系列。
- 2018年5月16日，魅族科技组织架构再调整，原本分开的魅族和魅蓝两个事业部宣布合并，原魅族、魅蓝销售职能和市场营销职能均平移到新成立的销售、市场中心，魅族高级副总裁杨柘将继续负责营销，魅族科技高级副总裁兼魅蓝事业部总裁李楠则负责销售[32]。
- 2018年6月15日， 网络上传出魅族裁员消息，称魅族于6月13日正式启动裁员计划，目前魅族签约人员工裁掉1500人，第三方魅族服务人员600名全部裁完，总共涉及员工2000人。对此，魅族回应称，公司要回归精简高效，但坚称“大裁员”的说法不实，实际情况为610人。[33]
- 2018年6月20日，魅族科技宣布了一项新的人事调整，原本负责销售业务的高级副总裁李楠转为CMO，负责魅族公司市场中心工作。而原CMO杨柘则调任为公司CSO，为首席战略官[34]。
- 2018年8月8日，魅族在北京发布魅族16系列手机，拥有超高屏占比，全系搭载高通骁龙845处理器以及屏下指纹技术。[35]
- 2018年9月19日，魅族在北京召开发布会，发布魅族16th/16th Plus极光蓝色、魅族16X、魅族X8、魅族V8，以及四单元动铁耳机LIVE（15周年限定版）、蓝牙耳机EP52 Lite、魅族移动电源3。[36]

### 2019年
- 2019年1月23日，魅族科技发布魅族 zero，主打“极简”和“无束缚”理念，采用 ONE PIECE Unibody 陶瓷一体成型设计，机身全无实体按键，同时搭载的新技术包括 Super mCharge Wireless 无线快充、USB 3.0 无线传输、光学指纹堆叠设计方案、mSound 2.0 屏幕发声技术和虚拟侧压按键，并在魅族手机上首次实现 IP68 级防尘防水和 eSIM 技术。魅族 zero 于美国东部时间2019年1月30日9点在 Indiegogo 上线发起众筹。
- 2019年3月3日，魅族 zero 在 Indiegogo 的众筹活动结束，共有29人参与众筹，申购掉24台手机并筹得45998美元，其中包括23台1299美元“全球限量工程师手制版”和唯一一台2999美元的“极客抢先版”，仅完成众筹目标的45%，众筹失败。事后黄章在魅族社区回复网友评论时表示“这个众筹就是市场部瞎搞的，无孔手机只是开发部的一个预研项目，我们从来没有打算要量产这个项目。”
- 2019年2月14日，魅族科技与 Astell&Kern 和 Jerry Harvey Audio 联名定制的“醉于声色”限量套装开售，售价4598元。套装内包含价值3298元的魅族 16th Plus 极光蓝、价值2388元的Astell&Kern Billie Jean 耳机和价值699元的 Astell&Kern XB10。
- 2019年4月23日，魅族 16s 旗舰手机发布会于 19:30 在珠海大剧院举行，主题是“1% Selected/100% Efforts”。
- 2019年7月18日，原魅族科技CMO李楠在微博上宣布“已经离开公司”。[37]

### 2020年
- 2020年1月14日，魅族科技推出2020新年礼盒×桌面收纳套装。
- 2020年1月21日，魅族科技宣布在过去的一年中，魅族16sPro斩获12个奖项，获得众多媒体与用户的好评；而魅族16T同样获得了「年度游戏手机」和「年度最佳手感手机」的殊荣；Flyme 8获得「年度人气手机系统」；魅族Hi-Fi解码耳放PRO荣获「年度口碑周边」。
- 2020年2月5日，魅族zero真无孔手机获得2020年德国iF设计大奖·金奖，被誉为“2019世界第一台真无孔手机 探索未来手机设计趋势”。
- 2020年2月28日，魅族科技宣布在特殊时期推出魅族开通一站式服务通道，包括疫情防控工具、无忧购物、专属活动及售后保障等，将一站式完成服务。该服务将于3月1日正式上线。
- 2020年3月13日，魅族科技庆祝魅族17周年，承认疫情拖慢了魅族科技首款5G旗舰手机——魅族17的节奏，并表示将“全力以赴，力争在4月发布魅族17 5G旗舰手机”。
- 2020年4月14日，魅族科技宣布将于4月17日14:30在线上召开魅族17 mSmart 5G快省稳技术分享会。
- 2020年4月17日，魅族科技正式召开魅族17 mSmart 5G快省稳技术分享会，期间表示魅族17将搭载了高通X55基带，推出全新的mSmart 5G快稳狠系统级解决方案，在分享会的最后，魅族科技营销负责人万志强首次公开了魅族17的正面定妆照，并承诺将于4月22日公布魅族17的邀请函及发布会时间。
- 2020年4月22日，魅族科技宣布将于5月8日14:30在线上召开魅族17系列5G期间发布会，表示「投票不输的设计才是好设计」，并陆续发出邀请函。
- 2020年5月8日，魅族科技在珠海魅族科技大楼召开“魅族17系列5G梦想旗舰发布会”，首次通过线上形式发布了魅族17系列旗舰手机，本次发布会的主题是“如你，才华横溢”。

### 2021年
- 2021年10月15日，魅族与索尼中国宣布双方将合作为索尼Xperia系列手机的中国大陆版提供魅族Flyme的本地化应用程序。

### 2022年
- 2022年6月13日，国家市场监管总局网站发布消息，魅族科技有限公司被隶属于吉利控股集团的湖北星纪时代科技有限公司收购79.09%股权[2][3]，后者成为魅族最大股东与实际控制人。
- 2022年12月29日，珠海市魅族科技有限公司发生股东变更，魅族科技创始人黄章（黄秀章）等股东退出了魅族科技，吉利集团董事长李书福控制的武汉星纪魅族科技有限公司成为唯一股东[4]。

### 2023年
- 2023年3月8日，星纪魅族集团（简称“星纪魅族”）在武汉举办战略沟通会并正式宣布集团成立，沈子瑜出任集团董事长兼 CEO。在战略沟通会中，沈子瑜公布了星纪魅族集团致力为用户打造多终端、全场景、沉浸式融合体验的战略，并发布了魅族品牌的全新企业识别系统，以及魅族品牌的全新宣传口号“热爱无界”。同时宣布将于当年3月30日在上海举行无界生态发布会[38]。星纪魅族集团由星纪时代和魅族科技合并而成，集团创始人为李书福。而在早前的3月7日，亿咖通科技宣布其董事长兼首席执行官沈子瑜将出任星纪魅族集团的董事长及首席执行官，同时继续履行在亿咖通的角色和职责。除同时担任亿咖通科技和星纪魅族集团的董事长兼首席执行官以外，沈子瑜还将被任命为 DreamSmart 的副董事长。DreamSmart 为星纪魅族集团的控股公司，由李书福与沈子瑜共同创立。[39]
- 魅族在2023年3月8日正式完成品牌焕新，推出新LOGO与新的品牌内涵。 魅族品牌的新logo首先是MEIZU简写MZ的图形化表达，同时右下角的点是代表无界宇宙的起点，即能量「奇点」，左边的Z同时又是一个字母N，代表New，象征魅族新的开始和热爱。20年热爱不改，20年初心如磐，人们眼前的魅族，依然是心中的那个魅族。  魅族新的品牌色是「热爱红」辅以「无界黑」。「热爱红」寓意对生命充满热爱，代表着乐观向上、热烈、激情，是探索无界的追求，亦是敢于挑战的魄力；「无界黑」体现了极致、包容，代表着魅族探索无界的精神，也是对未来无限的遐想。

## 产品

### 魅族音乐播放器
| 产品   | 代称       | 上市时间  | 产品                                    | 特点 |
| ------ | ---------- | --------- | --------------------------------------- | --- |
| 魅族MX |            | 2003年6月 |                                         | |
| 魅族ME |            | 2004年4月 | 魅族ME V6 魅族ME V6S 魅族ME V7          | |
| 魅族MI |            | 2004年7月 | 魅族MI V6 魅族MI V6S 魅族MI V7          | |
| 魅族E2 |            | 2004年9月 |                                         | |
| 魅族X2 |            | 2005年1月 |                                         | |
| 魅族X3 |            |           |                                         | |
| 魅族E5 |            | 2005年4月 |                                         | |
| 魅族X6 |            | 2005年4月 |                                         | |
| 魅族E3 |            | 2005年8月 | 魅族E3 魅族E3C                          | |
| 魅族M6 | miniPlayer | 2006年5月 | 魅族M6 TP 魅族M6 SP 魅族M6 SL 魅族M6 TS | TP版采用飞利浦PNX0102音频解码芯片和东芝显示屏，背壳为镜面材质 SP版采用飞利浦PNX0102音频解码芯片和三星显示屏，背壳为镜面材质 SL版采用欧胜WM8987音频解码芯片，背壳为磨砂材质，机身更轻薄 TS版采用欧胜WM8987音频解码芯片，电路设计稍有调整，背壳为磨砂材质，机身更轻薄 |
| 魅族M3 | music card | 2007年1月 | 魅族M3                                  | |

### 魅族手机
魅族手机是魅族科技自停产音乐播放器业务后至今为止最重要的产品线和产品品类。自MX系列被称为梦想MX。以“更好用的手机”作为品牌理念，在工艺与质感上追求极致，是中国国内手机市场最具影响力的品牌之一。作为魅族手机的中高端手机系列，其同时也是魅族科技最早起家的手机产品线，
2006年3月15日，魅族科技总经理黄章于魅族官方论坛透露下一代产品M8的开发计划开始，魅族手机业务正式上线。
魅族M8和魅族M9相继问世后，迭代到第3代产品M10（M9 II），因10对应罗马数字X而改名为MX（同时具有「梦想」的谐音含义），MX系列自此形成。在MX系列第5代产品MX5之前，MX曾是魅族的主推旗舰产品。
2015年底，随着魅蓝品牌的推出和扩大，已经在MX4 Pro试水过高端智能手机的魅族科技决定推出全新的子品牌来对标竞争对手——小米刚刚推出的被誉为“安卓机皇”的旗舰手机小米Note，这就是魅族PRO系列。由于紧接MX5发布，PRO系列的命名直接从第5代开始，此即为品牌开篇之作——魅族PRO5，同时，PRO品牌打出了“轻易不说完美”的宣传语，从而魅族手机形成了「魅蓝｜MX｜PRO」三大子品牌的阵容，MX系列降位到次旗舰。
从2012年到2016年，MX系列先后迭代发布了6代产品。2018年6月，魅族创始人黄章在魅族论坛上表示，梦想系列（即稍早开始预热的魅族15系列）将成为魅族手机的最高端系列，原MX系列的中端定位将被魅族X系列（即稍后发布的魅族X8，仅此一代）代替。
以魅族科技成立15周年纪念之作为契机，创始人黄章重新出山后打造了全新一代梦想机系列，取代PRO系列成为魅族高端旗舰，并在魅蓝品牌被砍掉后成为魅族高端化的唯一手机系列。此后，魅族科技基本保持一年2-3款旗舰产品的发布节奏，并在命名上延续15之后的数字。

魅族zero为魅族科技首款真无孔手机，于2019年1月23日线上发布，并于2019年1月30日至3月3日期间在Indiegogo发起众筹。2020年1月，有网友发现几部魅族zero的工程机在闲鱼平台悄然开售，其中包括从未正式面世的白色版本。

| 系列    | 名称                  | 发布日期                               | 特点                                                                                         |
| ------- | --------------------- | -------------------------------------- | -------------------------------------------------------------------------------------------- |
| 魅族MX  | 魅族M8                | 2009年2月18日                          |                                                                                              |
| 魅族MX  | 魅族M8                | 2009年2月22日（SE版）                  |                                                                                              |
| 魅族MX  | 魅族M9                | 2010年12月15日                         |                                                                                              |
| 魅族MX  | 魅族MX                | 2011年12月6日（双核版）                |                                                                                              |
| 魅族MX  | 魅族MX                | 2012年6月11日（四核版）                |                                                                                              |
| 魅族MX  | 魅族MX                | 2012年7月11日（全新双核版）            |                                                                                              |
| 魅族MX  | 魅族MX2               | 2012年11月27日 2013年12月8日（增强版） |                                                                                              |
| 魅族MX  | 魅族MX3               | 2013年9月2日                           |                                                                                              |
| 魅族MX  | 魅族MX4               | 2014年9月2日                           |                                                                                              |
| 魅族MX  | 魅族MX4 Pro           | 2014年11月19日                         |                                                                                              |
| 魅族MX  | 魅族MX5               | 2015年6月30日                          |                                                                                              |
| 魅族MX  | 魅族MX6               | 2016年7月19日                          |                                                                                              |
| 魅族PRO | 魅族PRO5              | 2015年9月23日                          | 2.5D弧形玻璃、USB Type-C接口                                                                 |
| 魅族PRO | 魅族PRO6              | 2016年4月13日                          | 一刀切天线带设计、环形双色温闪光灯、3D Press悬浮压力触控、技术活体检测技术、动态心率检测功能 |
| 魅族PRO | 魅族PRO6s             | 2016年11月3日                          | 一刀切天线带设计、环形双色温闪光灯、3D Press悬浮压力触控、技术活体检测技术、动态心率检测功能 |
| 魅族PRO | 魅族PRO6 Plus         | 2016年12月30日                         | 一刀切天线带设计、环形双色温闪光灯、3D Press悬浮压力触控、技术活体检测技术、动态心率检测功能 |
| 魅族PRO | 魅族PRO7 标准版       | 2017年7月26日                          | 可交互的“画屏”、双摄像头系统、更简约的听筒设计                                               |
| 魅族PRO | 魅族PRO7 高配版       | 2017年7月26日                          | 可交互的“画屏”、双摄像头系统、更简约的听筒设计                                               |
| 魅族PRO | 魅族PRO7 Plus         | 2017年7月26日                          | 可交互的“画屏”、双摄像头系统、更简约的听筒设计                                               |
| 魅族15  | 魅族15                | 2018年4月22日                          | mEngine震动反馈马达、立体声双扬声器                                                          |
| 魅族15  | 魅族15 Plus           | 2018年4月22日                          | mEngine震动反馈马达、立体声双扬声器                                                          |
| 魅族15  | 魅族M15               | 2018年4月22日                          | mEngine震动反馈马达、立体声双扬声器                                                          |
| 魅族16  | 魅族16th              | 2018年8月8日                           | 光学屏下指纹技术、液冷铜管散热系统                                                           |
| 魅族16  | 魅族16th Plus         | 2018年8月8日                           | 光学屏下指纹技术、液冷铜管散热系统                                                           |
| 魅族16  | 魅族16X               | 2018年9月19日                          | 光学屏下指纹技术、液冷铜管散热系统                                                           |
| 魅族16  | 魅族X8                | 2018年9月19日                          | 国民手机                                                                                     |
| 魅族16  | 魅族V8 标配版         | 2018年9月19日                          | 国民手机                                                                                     |
| 魅族16  | 魅族V8 高配版         | 2018年9月19日                          | 国民手机                                                                                     |
| 魅族16  | 魅族Note8             | 2018年10月25日                         | 国民手机                                                                                     |
| 魅族16  | 魅族zero              | 2019年1月23日                          | 真无孔手机                                                                                   |
| 魅族16  | 魅族Note9             | 2019年3月6日                           | 国民手机                                                                                     |
| 魅族16  | 魅族16s               | 2019年4月23日                          | 三摄像头系统、4K 60帧录像                                                                    |
| 魅族16  | 魅族16Xs              | 2019年5月30日                          |                                                                                              |
| 魅族16  | 魅族16s Pro           | 2019年8月28日                          |                                                                                              |
| 魅族16  | 魅族16T               | 2019年10月23日                         |                                                                                              |
| 魅族17  | 魅族17                | 2020年5月8日                           | 90hz刷新率、5G、Wi-Fi 6、四摄像头系统                                                        |
| 魅族17  | 魅族17 Pro            | 2020年5月8日                           | 90hz刷新率、5G、Wi-Fi 6、四摄像头系统                                                        |
| 魅族18  | 魅族18                | 2021年3月3日                           | 曲面屏、120hz屏幕刷新率、超声波屏下指纹技术、形状记忆合金光学防抖                            |
| 魅族18  | 魅族18 Pro            | 2021年3月3日                           | 曲面屏、120hz屏幕刷新率、超声波屏下指纹技术、形状记忆合金光学防抖                            |
| 魅族18  | 魅族18s               | 2021年9月22日                          | 曲面屏、120hz屏幕刷新率、超声波屏下指纹技术、形状记忆合金光学防抖                            |
| 魅族18  | 魅族18s Pro           | 2021年9月22日                          | 曲面屏、120hz屏幕刷新率、超声波屏下指纹技术、形状记忆合金光学防抖                            |
| 魅族18  | 魅族18X               | 2021年9月22日                          |                                                                                              |
| 魅族20  | 魅族20                | 2023年3月30日                          | Flyme Auto                                                                                   |
| 魅族20  | 魅族20 PRO            | 2023年3月30日                          | Flyme Auto                                                                                   |
| 魅族20  | 魅族20 INFINITY无界版 | 2023年3月30日                          | 魅族泰坦玻璃、卫星、双向收发卫星信息、超轻量不锈钢中框、Flyme Auto                           |
| 魅族20  | 魅族20 Classic        | 2023年10月19日                         |                                                                                              |
| 魅族21  | 魅族21                | 2023年11月30日                         | 单点超声波指纹识别、立体声双扬声器、mEngine Ultra旗舰触感引擎                                |
| 魅族21  | 魅族21 PRO            | 2024年2月29日                          | 开放式AI终端、广域超声波指纹识别、超线性立体声双扬声器、mEngine Ultra旗舰触感引擎            |
| 魅族21  | 魅族21 Note           | 2024年5月16日                          |                                                                                              |

### 魅蓝手机
魅蓝是魅族科技于2014年起推出的子品牌，品牌宣传语为“青年良品”。
2014年年底，为对标竞争对手小米旗下的红米（Redmi）手机（2019年1月3日成为独立品牌）和华为旗下的荣耀（Honor）手机（2013年12月16日成为独立品牌，2020年11月17日与华为脱离），魅族科技在副总裁李楠的主导下建立了魅蓝品牌，并陆续发布了包括魅蓝Note系列在内的多款畅销手机，成为魅族科技2015年销量翻番的主要推动力量。2016年，魅蓝品牌一年内连续发布了多达10款手机产品引发“机海战术”的争议。
2017年5月9日，魅族科技魅蓝事业部成立，魅蓝品牌正式独立运营，并发布了官方英文名称「mblu」。2018年5月，由于魅族科技管理层对产品线的调整，魅蓝事业部重新并回魅族事业部。2019年7月，时任魅族科技高级副总裁李楠宣布离职，至此，魅蓝品牌成为历史。
2021年9月10日，魅族科技高调宣布魅蓝（mblu）品牌将再度回归，并囊括「青年良品」和「lifeme」两大系列，同时魅蓝独立的官方网站mblu.com正式上线。
| 系列      | 产品                                                             | 特点           |
| --------- | ---------------------------------------------------------------- | -------------- |
| 魅蓝Note  | 魅蓝Note｜魅蓝Note2｜魅蓝Note3｜魅蓝Note5｜魅蓝Note6             | 畅销机型       |
| 魅蓝      | 魅蓝｜魅蓝2｜魅蓝3｜魅蓝3s｜魅蓝5｜魅蓝5s｜魅蓝6｜魅蓝S6｜魅蓝A5 | 入门机型       |
| 魅蓝S     | 魅蓝｜魅蓝2｜魅蓝3｜魅蓝3s｜魅蓝5｜魅蓝5s｜魅蓝6｜魅蓝S6｜魅蓝A5 | 入门机型       |
| 魅蓝A     | 魅蓝｜魅蓝2｜魅蓝3｜魅蓝3s｜魅蓝5｜魅蓝5s｜魅蓝6｜魅蓝S6｜魅蓝A5 | 入门机型       |
| 魅蓝Metal | 魅蓝Metal｜魅蓝E｜魅蓝E2｜魅蓝E3                                 | 高端全金属机型 |
| 魅蓝E     | 魅蓝Metal｜魅蓝E｜魅蓝E2｜魅蓝E3                                 | 高端全金属机型 |
| 魅蓝U     | 魅蓝U10｜魅蓝U20｜魅蓝X                                          | 双面玻璃机型   |
| 魅蓝X     | 魅蓝U10｜魅蓝U20｜魅蓝X                                          | 双面玻璃机型   |

### Flyme系统
魅族科技开发的基于谷歌 Android 的手机操作系统。
最新版本是基于谷歌 Android 14 的 Flyme AIOS，于2024年5月16日在魅族 21 Note 手机发布会发布。

### 魅族声学

#### 耳机
- 魅族EP20｜EP20S耳机
- 魅族EP21｜EP21-HD耳机
- 魅族EP30耳机
- 魅族EP31｜EP31S耳机
- 魅族EP40耳机
- 魅族EP2X｜EP2C耳机
- 魅族ME10｜EP3C耳机
- 魅族ME20入耳式耳机
- 魅蓝 Blus 2[42]

#### 高端耳机
- 魅族Flow｜Flow Bass三单元耳机
- 魅族LIVE四单元耳机
- 魅族UR｜UR LIVE特调版高端定制耳机

#### 无线耳机
- 魅族EP51蓝牙运动耳机
- 魅蓝EP52蓝牙运动耳机
- 魅族EP52 Lite蓝牙运动耳机
- 魅族EP63 NC无线降噪耳机
- 魅族HALO耳机激光蓝牙耳机
- 魅族POP真无线耳机
- 魅族POP2真无线耳机
- 魅族POP2s真无线耳机
- 魅族POP3真无线耳机
- 魅族POP Pro主动降噪耳机
- 魅族LIVE AI真无线Hi-Fi降噪耳机
- 魅蓝Blus主动降噪耳机
- 魅蓝Blus+主动降噪耳机

#### 头戴式耳机
- 魅族HD50头戴式耳机
- 魅族HD60头戴式蓝牙耳机
- 魅族HD60头戴式降噪耳机

#### 音响
- Lifeme BTS10蓝牙音箱
- Lifeme BTS30蓝牙音箱
- 魅族Gravity悬浮音箱

#### 声学配件
- 魅族蓝牙音频接收器
- 魅族HiFi解码耳放
- 魅族HiFi解码耳放PRO
- 魅蓝HiFi解码耳放

### 魅族配件

#### 路由器
- 魅族路由器mini（2.4G/5G）
- 魅族路由器极速版

#### 移动电源
- 魅族移动电源标准版｜快充版
- 魅蓝双向闪充移动电源
- 魅族移动电源3
- 魅族超充USB-C移动电源
- 魅蓝200W储能电源

#### 智能穿戴
- 魅族轻智能手表Mix
- 魅族手环H1
- 魅族全智能手表
- 魅蓝手环
- 魅族智能遥控器
- 魅族盒子

### lipro｜如然之光

##### S系列（旗舰产品）
- lipro 筒灯（智能版/智能 Pro 版）
- lipro 明装筒灯（智能版/智能 Pro 版）
- lipro 射灯（智能版/智能 Pro 版）
- lipro 轨道灯（智能版/智能 Pro 版）
- lipro 灯带（智能版）

##### E系列（专业产品）
- lipro 智能吸顶灯
- lipro 客厅智能吸顶灯
- lipro 学习护眼台灯
- lipro 智能风扇灯
- lipro 明装筒灯（标准版）
- lipro 射灯（标准版／智能版）
- lipro 明装射灯（标准版）
- lipro 地脚灯
- lipro 智能灯带
- lipro 磁吸轨道灯
- lipro 智能感应灯
- lipro 户外灯具
- lipro 金属球泡

##### A系列（基准产品）
- lipro 筒灯
- lipro 射灯
- lipro 尖泡
- lipro 球泡
- lipro 65W 快充面板（配件）
- lipro 开关面板（配件）
- lipro 智能窗帘（配件）
- llipro 智能蓝牙控制器（配件）

### NYVU｜唯我独见
- NYVU 全天候时尚 AR 智能眼镜
- NYVU 探索版全天候时尚 AR 智能眼镜
- NYVU 智能指环（配件）
- NYVU 墨镜片（配件）
- NYVU 不锈钢近视镜架（配件）

## 争议
2021年4月4日（清明节），魅族科技发表微博，内容为“魅族18系列5G安全纯净旗舰，祭奠被干掉的广告”，此文案引发网友不满。随后，魅族科技删除了上述文案并道歉。

## 外部連結
- 魅族科技官網 （页面存档备份，存于）